# 友鶴 (水雷艇)
| 新造時の友鶴                  | |
| 艦歴                          | |
| 計画                          | 昭和6年度計画（①計画） |
| 起工                          | 1932年11月11日 |
| 進水                          | 1933年10月1日 |
| 就役                          | 1934年2月24日竣工 |
| その後                        | 1945年3月24日米空母艦載機の爆撃により沈没                                                                                    |
| 除籍                          | 1945年5月10日 |
| 要目（竣工時→復原性能改善後） | |
| 排水量                        | 基準：535英トン 公試：615トン → 772トン                                                                                      |
| 全長                          | 82.00m |
| 全幅                          | 7.40m（バルジを除く） |
| 吃水                          | 2.00 → 2.30m |
| 機関                          | ロ号艦本式缶2基 艦本式タービン2基 2軸、11,000馬力                                                                            |
| 速力                          | 30.0ノット → 28ノット |
| 航続距離                      | 14ノットで3,000海里 |
| 燃料                          | 重油：120トン |
| 乗員                          | 不明 → 120名 |
| 兵装 （竣工時）               | 50口径12.7センチ連装砲1基 同単装砲1基 13mm機銃1挺 53センチ連装魚雷発射管2基4門 （魚雷8本） 爆雷投射機1基 爆雷 単艦式大掃海具 |
| 兵装 （1935年）               | 45口径三年式12センチ単装砲3基 13mm機銃1挺 53センチ魚雷連装発射管1基2門 （魚雷2本） 爆雷投射機1基 爆雷 単艦式大掃海具         |

友鶴（ともづる）は、日本海軍の水雷艇。千鳥型の3番艇である。ロンドン軍縮条約の影響によりミニ駆逐艦ともいえるほど重武装の艦艇であったが、演習中転覆するという友鶴事件を引き起こし、改善工事を実施した。

## 艇歴
1932年（昭和7年）11月11日に舞鶴要港部工作部で起工。同年12月10日、友鶴と命名され、水雷艇に類別。 1933年（昭和8年）10月1日進水。1934年（昭和9年）2月24日に竣工し、佐世保鎮守府籍、第21水雷隊に編入された。

### 友鶴事件
1934年3月12日午前4時12分頃、佐世保港外で夜間訓練中、荒天のため転覆し総数100名の犠牲者を出すという事故（友鶴事件）が起こった。同日午後2時5分に転覆した友鶴を発見し、佐世保警備戦隊旗艦「龍田」が曳航して翌日午前7時に佐世保に到着。佐世保海軍工廠ドックに入渠させ艇内から生存者10名を救出した。調査の結果、千鳥型を含む藤本喜久雄造船少将が設計していた艦は、復原性の不足が指摘され、改善工事が行われた。友鶴の修理、復旧工事、復原性能改善工事は佐世保工廠で行われ、1935年（昭和10年）5月に完成した（復原性能改善工事の内容は「千鳥」を参照）。
1935年9月に第四艦隊事件が起き千鳥型も1936年（昭和11年）8月から11月にかけて改善工事が行われた。詳細は明らかでないが他艦ほど大きな問題にはならなかったようである。ただ速力は更に低下し27ノットほどだったと言われる。
1936年（昭和11年）12月に第21水雷隊を同型艇4隻で編成し中国方面へ進出、上陸支援や封鎖作戦などに従事した。太平洋戦争開戦後、緒戦は南方の攻略作戦を支援、その後は船団護衛などに従事した。  
1942年3月15日に軽巡洋艦「鬼怒」、水上機母艦「千歳」や駆逐艦「雪風」、「時津風」などとともにN攻略部隊を編成し、同月末から西部ニューギニア戡定作戦に従事。N攻略部隊はアンボンに集結し、3月29日夜から30日早朝にかけて出撃。4月22日にN攻略部隊はマノクワリに集結完了して作戦を終了し、翌日N攻略部隊の編制が解かれた。続いて軽巡洋艦「五十鈴」などとともにS攻略部隊を編成し、小スンダ列島戡定作戦に従事。「友鶴」は集結地のスラバヤに5月7日に到着し、翌日部隊は同地を出撃。5月21日から25日にかけてスラバヤに帰投し、5月25日にS攻略部隊の編成は解かれた。
1943年1月2日から5日に陸軍の杉浦支隊が「國玉丸」でアンボンからアルー諸島へ輸送され、「友鶴」と「初雁」がそれを護衛した。続いて「友鶴」は杉浦支隊の一部をカイ諸島へ輸送。6日に輸送を終えアンボンへ向かったが、その途中で爆撃を受け至近弾で損傷し死者7名負傷者7名を出した。「友鶴」は機械室と第二缶室に浸水して航行不能となり、「初雁」に曳航されて12日にアンボンに到着した。

### 沈没

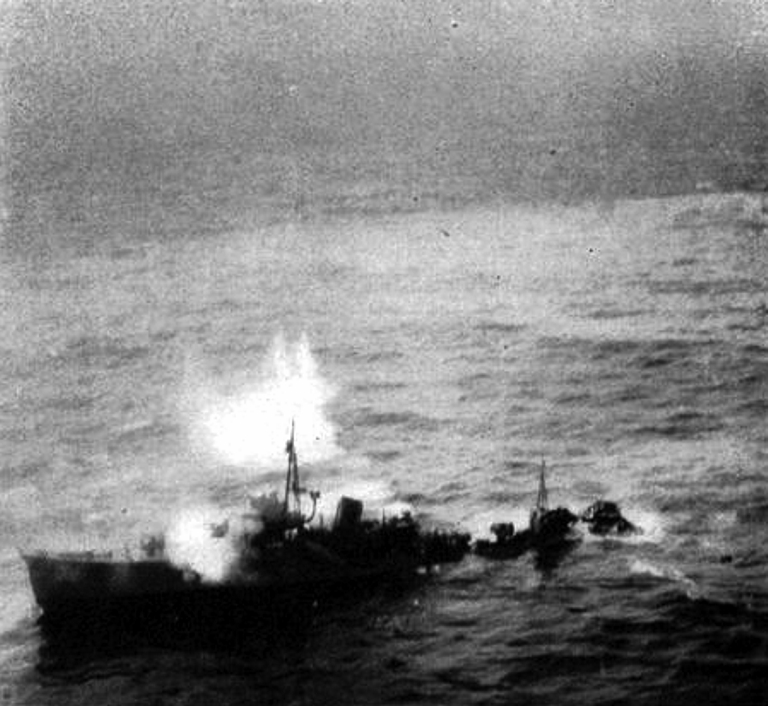
米空母機の攻撃により沈没寸前の友鶴ー米軍の沖繩来攻を間近に控え、日本軍は南西諸島へ緊急輸送を行った。友鶴は、カナ304船団を護衛して3月13日に鹿児島を出港し那覇に向かったが、18日、第58機動部隊が九州方面に来襲したため泗礁山方面に避退した。その後、目的地に向けて航行中の24日、沖繩方面を空襲中の第58機動部隊の空母機に発見され、東支那海において空襲を受けて沈没した。

大戦の終盤まで活躍したものの1945年（昭和20年）3月24日、カナ304船団護衛中に奄美大島西方で米空母艦載機の爆撃により沈没。同年5月10日に除籍。

## 歴代艇長
艤装員長
- 岩瀬奥市 大尉：1933年10月1日[18] -　1933年12月18日[19]

水雷艇長
- 岩瀬奥市 少佐：1933年12月18日[19] - 1934年3月12日殉職
- 鈴木保厚 大尉：1935年2月28日[20] - 1936年12月1日[21]
- 牧野坦 少佐：1936年12月1日[22] - 1938年6月20日[23]
- 渋谷龍穉 少佐：1938年6月20日[23] - 1938年12月15日[24]
- 井上磯次 少佐：1938年12月15日[24] - 1939年10月5日[25]
- 荒悌三郎 大尉：1939年10月5日[25] - 1940年4月1日[26]
- 杉原与四郎 大尉：1940年4月1日[26] - 1941年4月10日[27]
- 菅明次 少佐：1941年4月10日[27] -